# Герцог, Теодор
Теодо́р Карл Юлиус Ге́рцог (нем. Theodor Carl (Karl) Julius Herzog, 1880—1961) — немецкий ботаник, бриолог и путешественник, педагог.

## Биография
Основоположник биогеографии мохообразных.
Херцог учился во Фрейбурге, Цюрихе у Карла Шрётера и в Мюнхене у Людвига Радлькофера.
Много путешествовал по миру с научными целями: в 1904 и 1906 годах — на Суматру, в 1905—1906 — на Цейлон, в 1907—1908 и 1910—1912 — в Южную Америку (Боливия, север Аргентины).
В 1914 году становится приват-доцентом Мюнхенского университета, в 1920 — профессором.
С 1925 года читал курс ботаники в Йенском университете.
В 1955 году Грайфсвальдский университет присвоил ему звание доктора honoris causa.
Среди описанных им таксонов можно выделить роды:
- Eleutherostemon Herzog (семейство Ericaceae)
- Enneatypus Herzog (семейство Polygonaceae)
- Goethartia Herzog (семейство Urticaceae)
- Phyllogeiton Herzog (семейство Rhamnaceae)
- Rondonanthus Herzog (семейство Eriocaulaceae)
- Saccanthus Herzog (семейство Scrophulariaceae)

## Печатные труды
- нем. Herzog Th. Anatomisch-systematische Untersuchungen des Blattes der Rhamneen aus den Trieben: Ventilagineen, Zizypheen und Rhamneen. Dissertation. 1903
- нем. Herzog Th. Reisebilder aus Ost-Bolivia. // Neujahrsblatt der Naturforschenden Gesellschaft in Zürich; 112. Zürich, 1910
- нем. Herzog Th. Die Bryophyten meiner zweiten Reise durch Bolivia. Mit Nachtr. 1916-1920. 1916
- нем. Herzog Th. Die Pflanzenwelt der bolivianischen Anden und ihres östlichen Vorlandes. 1923
- нем. Herzog Th. Bergfahrten in Südamerika. Stuttgart, Strecker & Schröder. 1925
- нем. Herzog Th. Geographie der Moose. – Jena: G. Fischer, 1926
- нем. Herzog Th. Botanische Leckerbissen. // Berichte der Bayerisch Botanischen Gesellschaft 32: 5-24. München. 1958